# 巴西南极属地
巴西南极属地（英語：Brazilian Antarctica）是巴西要求的南极区域位于南纬60°, 西经28°至53°，与英国和阿根廷要求区域有不少重合地方。

## 巴西的南极考察活动
1982年巴西推出首个南极科考计划，一年后建立起第一个基地（称费拉斯站）。1991年德梅洛总统重申巴西在该地区利益，并对南极基地进行三天访问，他也是第一个踏上南极的巴西总统。2008年1月，13名巴西议员访问南极基地。同年2月16日，总统卢拉和夫人莱蒂西亚率领23人的代表团访问南极基地。巴西在2009年进行首次冰原考察，同时开展大气、地质、海洋研究。